# Szarvkő
Szarvkő (németül Hornstein, horvátul Vorištan) mezőváros Ausztriában, Burgenland tartományban, a Kismartoni járásban.

## Fekvése
Kismartontól 10 km-re a Lajta-hegység oldalában fekszik.

## Nevének eredete
Neve a régi magyar szarm (= vízmeder völgy elágazó része) főnévből ered. A név utótagja középkori várára utal.

## Története
A település őstörténete az idő homályába vész. A honfoglalás után királyaink a nyugati gyepűk őrzésére csatlakozott népeket telepítettek. A későbbi vár helyén is feltételezhetően határőrző erősség állt. A települést 1271-ben "Zorm" néven említik először, egykori vaslelőhely volt. Várát 1328 és 1336 között Lackffy István Vas vármegye főispánja, későbbi erdélyi vajda építtette. A vár első írásos említése 1347-ben "Zorwkw" alakban történt. 1364-ben „Castrum Zarwku” néven említik. A szarvaskői uradalom nemcsak Kismartont és vidékét foglalta magába, de északi irányba is kiterjedt. Német neve 1415-ben bukkan fel "Harrenstein" alakban. 1425-ben 5 napig Zsigmond király is időzött a várban. 1426-ban egy oklevélben a település is "suburbium castri Zarkw" megjelöléssel szerepel. 1439-ben Albert király özvegye Erzsébet elzálogosította az osztrák hercegnek. III. Frigyes 1447-ben és 1463-ban is megostromolta, mely után már nem épült fel, csekély nyomai maradtak.
A falu az uradalommal együtt 1364-ben a Kanizsaiaké lett, bortermelői 1382-ben Nagy Lajostól kiváltságokat kaptak. 1401-ben egy Blaskó nevű vezér vezetésével cseh rablók dúlták fel. A 15. század második felében Kanizsai László a szarvkői uradalmat Pottendorf Györgynek adta zálogba, majd 1486-ban Hunyadi Mátyás Graffenek bárónak adta, így osztrák tulajdonba ment át. Temploma, melyet Szent Anna tiszteletére szenteltek 1500-ban már bizonyosan állt. 1529-ben és 1532-ben feldúlta a török, a lakosság pótlására horvátokkal telepítették be. 1590-ben az uradalom Ruprecht von Stotzingen báró birtoka lett és a család 1650-ig volt a birtokosa. A települést csak 1649-ben csatolták vissza Magyarországhoz. 1650-ben Nádasdy Ferenc, mint a Kanizsai birtokok örököse 160 ezer forintért visszaváltotta. 1671-ben Nádasdyt összeesküvés miatt lefejezték, birtokait pedig elkobozták. A császár ezután a birtokot Windischgrätz Gottlieb grófnak adta, majd Széchenyi György érsek és Althan Mihály gróf voltak az urai. 1683-ban a török dúlta fel. Katolikus plébániáját 1684-ben alapították újra, anyakönyveit is innét vezetik. 1702-ben Esterházy Pál herceg 265 ezer forintért vásárolta meg és az Esterházy család birtoka lett. 1713-ban pestisjárvány pusztított. 1752-ben mezővárosi rangot kapott. A 19. század végén postahivatala és postatakarékpénztára volt.
Vályi András szerint " SZARVKŐ. Hornstein. Német Mezőváros Sopron Várm. földes Ura Hg. Eszterházy Uraság, lakosai katolikusok, fekszik Kis Martonhoz 3 fert. mértföldnyire; határja középszerű, borai jelesek."
Fényes Elek szerint " Szarvkő, németül Hornstein, horvát m. v., Sopron vmegyében, Kismartonhoz 1, Sopronhoz 3 1/2 mfd., a bécsi postautban, 1750 kath. lak., s paroch. templommal. Határa erdős, hegyes és róna; van 56 6/8 urbéri telke, 1563 h. szántófölde, 185 4/8 hold réte, 76 h. kertje, 328 kapa szőlője, 175 39/64 h. közös legelője, 172 hold uradalmi réte, és 5291 hold szinte uradalmi erdeje, melly tölgy, bikk és hársfákból áll, s tele vadakkal. Bora savanyu; gyümölcse kevés. Régi várának romjai közel a városhoz egy hegytetőn szemlélhetők. Birja h. Eszterházy."
1910-ben 2549 lakosából 2163 horvát, 261 német és 112 magyar volt. A trianoni békeszerződésig Sopron vármegye Kismartoni járásához tartozott.

## Nevezetességei
- Szarvkő várának romjai a település melletti alacsony hegy tetején találhatók.
- Római katolikus temploma 1782-ben épült.
- A Pieta-oszlopot 1715-ben a pestisjárvány emlékére emelték.

## Híres emberek
Itt született:
- 1828-ban Bizonffy Ferenc nyelvész.
- 1896-ban Hans Sedlmayr művészettörténész.
- 1900-ban Kurt Sedlmayr növénynemesítő.

## Képgaléria

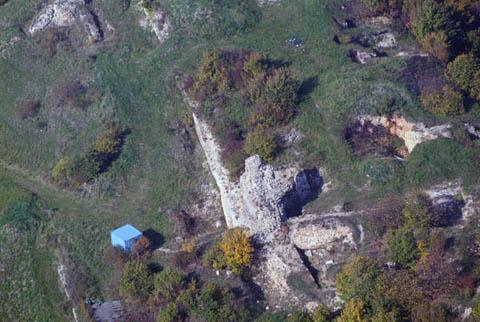
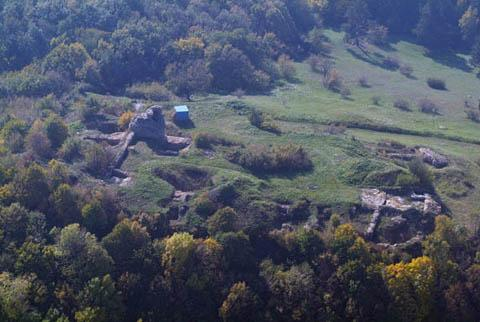
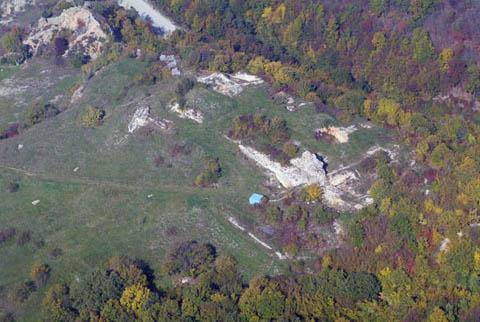
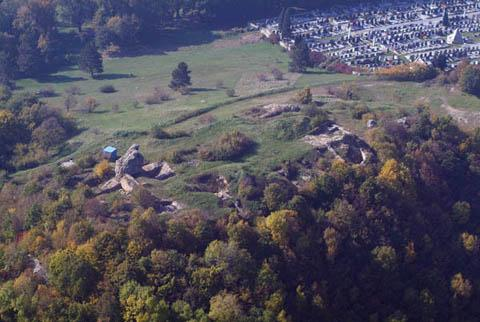